# مايك فوربس
مايك فوربس (بالإنجليزية: Mike Forbes)‏ هو لاعب هوكي الجليد أمريكي، ولد في 20 سبتمبر 1957 في برامبتون في كندا.

## وصلات خارجية
- مايك فوربس على موقع دوري الهوكي الوطني (الإنجليزية)
- مايك فوربس على موقع قاعة مشاهير الهوكي (لاعب أن.إتش.أل) (الإنجليزية)
- مايك فوربس على موقع EliteProspects.com (الإنجليزية)
- مايك فوربس على موقع HockeyDB.com (الإنجليزية)
- مايك فوربس على موقع Hockey-Reference.com (الإنجليزية)